# Leibniz-Institut für Verbundwerkstoffe
Das Leibniz-Institut für Verbundwerkstoffe (IVW) ist eine gemeinnützige Forschungseinrichtung des Landes Rheinland-Pfalz und der Rheinland-Pfälzischen Technischen Universität Kaiserslautern-Landau (RPTU). Es erforscht die Grundlagen für zukünftige Anwendungen von Verbundwerkstoffen.

## Geschichte
Die Initialzündung zur Gründung des IVW  als gemeinnützige Forschungseinrichtung des Landes Rheinland-Pfalz für die Erforschung und Weiterentwicklung der Anwendungen und Anwendungsmöglichkeiten von Verbundwerkstoffen erfolgte im Jahr 1986 mit der Einberufung einer Expertenkommission durch den damaligen Kultusminister des Landes Rheinland-Pfalz, Georg Gölter. In enger Zusammenarbeit mit dem Fachbereich Maschinenbau und Verfahrenstechnik der ehemaligen Technischen Universität Kaiserslautern (TUK) wurde das Lehrangebot aufgebaut. Eine der ersten Vorlesungen, die ab dem Wintersemester 1992/1993 am IVW für Studierende der TUK angeboten wurden, war die Vorlesung „Einführung in die Verbundwerkstoffe“ von Klaus Friedrich. Zu dieser Zeit waren am Institut 12 wissenschaftliche Mitarbeiter und Angestellte sowie 3 Gastwissenschaftler bzw. Stipendiaten beschäftigt. Untergebracht war man in 3 Gebäuden mit insgesamt 740 m2 Fläche an der RPTU in Kaiserslautern und weiteren 480 m2 im Technologiepark Kaiserslautern.
1991 wurde dem IVW das neu errichtete Gebäude 58 auf dem Universitätscampus mit rund 6000 m2 Labor- und Bürofläche zur Verfügung gestellt. Im Jahr 2003 folgte eine Erweiterung durch ein Demonstrations- und Anwendungszentrum im Industriegebiet Kaiserslautern mit 1200 m2 Fläche. Außerdem wurde die Anlagen- und Gerätetechnik für die drei technisch-wissenschaftlichen Abteilungen Werkstoffwissenschaft, Bauteilentwicklung und Verarbeitungstechnik ergänzt, um wichtige Entwicklungsarbeiten für viele Composite-Anwendungsbereiche bis hin zum Prototyp auch im Maßstab 1:1 ausführen zu können. Die Drittmitteleinwerbung steigerte sich von ca. 20.000 DM im Jahre 1990 auf 10 Mio. € im Jahre 2019.
Das Institut für Verbundwerkstoffe (IVW) wurde durch die Beschlussfassungen der Gemeinsamen Wissenschaftskonferenz und der Mitgliederentscheidung der Leibniz-Gemeinschaft  am 26. November 2020 zum 1. Januar 2021 in die Wissenschaftsgemeinschaft Gottfried Wilhelm Leibniz e. V. aufgenommen und firmiert seitdem unter dem neuen Namen „Leibniz-Institut für Verbundwerkstoffe GmbH“.
Am 1. Januar 2023 nahm der vierte Programmbereich Digitalisierung seine Arbeit auf. Inhaltliche Schwerpunkte liegen in den Bereichen Prozesssimulation, Materialsimulation auf Mikroebene, Digitalisierung von Prozessketten sowie dem angewandten maschinellen Lernen.

## Aufgaben
Das IVW erforscht Grundlagen für zukünftige Anwendungen von Verbundwerkstoffen, die z. B. für die Mobilität der Zukunft, die Bereiche Energie, Klima und Umwelt, die Produktionstechnologie sowie für das Gesundheitswesen von großer Bedeutung sind. Neue Werkstoffe, Bauweisen und Fertigungsprozesse werden untersucht und – nach der Erarbeitung des Grundlagenverständnisses – für die jeweiligen Anforderungen maßgeschneidert. Dabei steht die gesamte Prozesskette von den werkstofflichen Grundlagen über die Charakterisierung und Simulation, die Bauweisen und die Fertigungstechnik bis zum Bauteilversuch und Recycling im Fokus.
Im Bereich der Standardisierung ist das IVW in Normungsausschüssen (DIN, CEN, ISO) aktiv. Es befasst sich außerdem mit der Erstellung von Dokumentationen, Monografien und Lehrbüchern auf dem Gebiet der Faserverbundwerkstoffe sowie der Mitherausgabe und Redaktion von Fachzeitschriften.
Außerdem bietet das Institut an der RPTU in Kaiserslautern rund 46 Semesterwochenstunden Vorlesungen und Labore an. Über 180 Dissertationen wurden bereits eingereicht.
Das Institut mit seinen Kompetenzfeldern hat sich national und international als bedeutende Forschungseinrichtung im Bereich der polymeren Verbundwerkstoffe etabliert. Mit einem Stammpersonal von rund 120 Mitarbeitenden sowie mit mehreren Ausgründungen stellt es außerdem einen wichtigen Wirtschaftsfaktor in der Region dar. Das internationale Forschungsteam – am IVW arbeiten derzeit 18 verschiedene Nationen – besteht überwiegend aus Ingenieuren, Chemikern und Physikern, ergänzt durch Gastwissenschaftler.

## Auszeichnungen
- 2023 | Leibniz-Gründungspreis für "isitec composites" (Innovative Rohrleitungen aus Wasserstoff)
- 2022 | AVK Innovationspreis Kategorie Forschung und Wissenschaft (HyKoPerm-Messtechnologie)
- 2021 | ESA Space Sustainability Award - Special Mentions of the Jury für Esha (Selbstkremierender Satellit als Konzept für die nächste Satellitengeneration)
- 2019 | AVK Innovationspreis Kategorie Produkte/Anwendungen (Handlaminiergerät: Tapeleger zur händischen Applikation von unidirektional orientierten Fasertapes)
- 2016 | JEC Innovationspreis Kategorie Medical (Aneurysmen-Clip aus Carbon-Faser verstärktem PEEK)
- 2016 | Innovationspreis Rheinland-Pfalz (Neue Generation hoch- temperaturbeständiger Faserverbundwerkstoffbauteile)
- 2015 | JEC Innovationspreis Kategorie Construction (Hausfassade aus Biocomposites)
- 2014 | Innovationspreis Rheinland-Pfalz Kategorie Kooperation (Permeabilitätsmesszelle)
- 2014 | AVK Innovationspreis Kategorie Produkte/Anwendungen (Offaxisstabiler Crashabsorber aus thermoplastischen FVK (Crashmufin))
- 2013 | JEC Innovationspreis Kategorie Windkraft (CFK-Antriebswelle)
- 2013 | Hornbach Studienpreis für Bianka Wiemer
- 2012 | SAMPE Outstanding Paper Award für Markus Brzeski
- 2012 | Preis der Stiftung PfalzMetall für Benedikt Hannemann
- 2010 | Universitätspreis der AVK (Injektionsanlage Thermoplast RTM)
- 2010 | Rehau-Preis Technik für Markus Steeg
- 2009 | Rehau-Preis Technik für Margit Harsch
- 2009 | Universitätspreis der AVK (integrale, kontinuierliche Hohlprofile)
- 2009 | JEC Innovationspreis Kategorie Automation (flexibles Schweißverfahren)
- 2009 | JEC Innovationspreis Kategorie Process (vollautomatischer Tapelegekopf)
- 2008 | Oechsler-Preis des WAK an Michael Kaiser
- 2008 | Wilfried Ensinger Preis des WAK an Jinglei Yang
- 2007 | Universitätspreis der AVK (Permeabilitätsmesszelle)
- 2007 | Preisträger beim Innovationswettbewerb Rheinland-Pfalz (Naturfaser-prepregmatte)
- 2007 | JEC Innovationspreis Kategorie Automotive (Ringelwickelkopf)
- 2007 | Innovationspreis der SAMPE Deutschland e. V. für Henrik Schmidt
- 2006 | Winfried Ensinger Preis des WAK an Bernd Wetzel
- 2006 | Zwei Innovationspreise der AVK (Ringwickelauge, nanopartikelverstärkte polymere Hochleistungsgleitschichten)
- 2006 | Innovationspreis der SAMPE Deutschland e. V. für Markus Steeg
- 2006 | Preisträger beim Innovationswettbewerb Rheinland-Pfalz (Kehlkopfmodell)
- 2005 | Preis der Jürgen Ziegler Stiftung an Sebastian Heimbs (Diplomand)
- 2005 | Klaus Friedrich wird zum „World Fellow of the International Committee on Composite Materials“ ernannt
- 2005 | Winfried Ensinger Preis des WAK an Jürgen Hoffmann
- 2005 | Preisträger beim Innovationswettbewerb Rheinland-Pfalz (Rennradchassis)
- 2004 | Forschergruppe unter Leitung von Frank Haupert im Rahmen des Nachwuchswettbewerbs „Nanotechnologie“
- 2003 | Umweltpreis der AVK-TV für einen Hurley-Schläger
- 2003 | Oechsler-Preis des WAK an Marcel Kuhn
- 2003 | SAMPE Innovationspreis für Christian Weimer
- 2002 | Verdienstorden des Landes Rheinland-Pfalz an Manfred Neitzel
- 2001 | Sofja Kovalevskaja Preis der Alexander-von-Humboldt-Stiftung an Herrn Zhong Zhang
- 2001 | Innovationspreis der AVK-TV für eine Go-Kartbodenplatte
- 1996 | Preisträger beim Innovationswettbewerb Rheinland-Pfalz (Thermoplast-Imprägnierung und gewickeltes TP-Gleitlager)